# ادموند گواژاک
ادموند گواژاک (انگلیسی: Edmond Gaujac; ۱۰ فوریهٔ ۱۸۹۵ – ۱ ژانویهٔ ۱۹۶۲) آهنگساز اهل فرانسه بود.